# Liste des planètes mineures (653001-654000)
Voici la liste des planètes mineures numérotées de 653001 à 654000. Les planètes mineures sont numérotées lorsque leur orbite est confirmée, ce qui peut parfois se produire longtemps après leur découverte. Elles sont classées ici par leur numéro.

## Planètes mineures 653001 à 654000
- (653001) 2014 HP110
- (653002) 2014 HZ111
- (653003) 2014 HP112
- (653004) 2014 HV119
- (653005) 2014 HJ120
- (653006) 2014 HS120
- (653007) 2014 HD121
- (653008) 2014 HU123
- (653009) 2014 HL124
- (653010) 2014 HX125
- (653011) 2014 HY126
- (653012) 2014 HN129
- (653013) 2014 HH132
- (653014) 2014 HW133
- (653015) 2014 HY133
- (653016) 2014 HZ134
- (653017) 2014 HS136
- (653018) 2014 HM137
- (653019) 2014 HW137
- (653020) 2014 HS138
- (653021) 2014 HQ139
- (653022) 2014 HH144
- (653023) 2014 HL144
- (653024) 2014 HV144
- (653025) 2014 HM145
- (653026) 2014 HZ145
- (653027) 2014 HO146
- (653028) 2014 HW147
- (653029) 2014 HG148
- (653030) 2014 HL149
- (653031) 2014 HA151
- (653032) 2014 HU151
- (653033) 2014 HQ152
- (653034) 2014 HF154
- (653035) 2014 HL154
- (653036) 2014 HO155
- (653037) 2014 HS157
- (653038) 2014 HJ158
- (653039) 2014 HY159
- (653040) 2014 HV160
- (653041) 2014 HW163
- (653042) 2014 HD165
- (653043) 2014 HG169
- (653044) 2014 HS169
- (653045) 2014 HU170
- (653046) 2014 HY170
- (653047) 2014 HG175
- (653048) 2014 HG179
- (653049) 2014 HS180
- (653050) 2014 HZ180
- (653051) 2014 HO187
- (653052) 2014 HG188
- (653053) 2014 HS188
- (653054) 2014 HM190
- (653055) 2014 HG191
- (653056) 2014 HM200
- (653057) 2014 HM202
- (653058) 2014 HO202
- (653059) 2014 HB205
- (653060) 2014 HJ211
- (653061) 2014 HL212
- (653062) 2014 HX220
- (653063) 2014 HZ223
- (653064) 2014 HD224
- (653065) 2014 HW225
- (653066) 2014 HD226
- (653067) 2014 HG227
- (653068) 2014 HF229
- (653069) 2014 HX229
- (653070) 2014 HE232
- (653071) 2014 HN232
- (653072) 2014 HR233
- (653073) 2014 HV233
- (653074) 2014 HH234
- (653075) 2014 HC242
- (653076) 2014 HH301
- (653077) 2014 HW303
- (653078) 2014 HP304
- (653079) 2014 HH306
- (653080) 2014 HK308
- (653081) 2014 JB
- (653082) 2014 JE4
- (653083) 2014 JJ13
- (653084) 2014 JN13
- (653085) 2014 JM15
- (653086) 2014 JO15
- (653087) 2014 JP15
- (653088) 2014 JP17
- (653089) 2014 JF19
- (653090) 2014 JN19
- (653091) 2014 JF22
- (653092) 2014 JE25
- (653093) 2014 JX28
- (653094) 2014 JL31
- (653095) 2014 JD32
- (653096) 2014 JN33
- (653097) 2014 JD34
- (653098) 2014 JD35
- (653099) 2014 JN37
- (653100) 2014 JU37
- (653101) 2014 JK38
- (653102) 2014 JZ41
- (653103) 2014 JL44
- (653104) 2014 JO45
- (653105) 2014 JW46
- (653106) 2014 JZ47
- (653107) 2014 JK49
- (653108) 2014 JX50
- (653109) 2014 JW52
- (653110) 2014 JZ52
- (653111) 2014 JE53
- (653112) 2014 JH55
- (653113) 2014 JY55
- (653114) 2014 JB56
- (653115) 2014 JU56
- (653116) 2014 JR57
- (653117) 2014 JT57
- (653118) 2014 JB58
- (653119) 2014 JU58
- (653120) 2014 JF66
- (653121) 2014 JW68
- (653122) 2014 JO71
- (653123) 2014 JT72
- (653124) 2014 JD74
- (653125) 2014 JH77
- (653126) 2014 JZ80
- (653127) 2014 JE84
- (653128) 2014 JY85
- (653129) 2014 JB87
- (653130) 2014 JJ89
- (653131) 2014 JR90
- (653132) 2014 JF92
- (653133) 2014 JQ93
- (653134) 2014 JR94
- (653135) 2014 JU98
- (653136) 2014 JF119
- (653137) 2014 JH119
- (653138) 2014 JB122
- (653139) 2014 JQ123
- (653140) 2014 JW139
- (653141) 2014 KB4
- (653142) 2014 KV4
- (653143) 2014 KK7
- (653144) 2014 KW7
- (653145) 2014 KY7
- (653146) 2014 KK9
- (653147) 2014 KT10
- (653148) 2014 KK14
- (653149) 2014 KW16
- (653150) 2014 KG18
- (653151) 2014 KM18
- (653152) 2014 KC22
- (653153) 2014 KX23
- (653154) 2014 KL25
- (653155) 2014 KB26
- (653156) 2014 KA27
- (653157) 2014 KQ28
- (653158) 2014 KV31
- (653159) 2014 KV34
- (653160) 2014 KZ34
- (653161) 2014 KE37
- (653162) 2014 KY37
- (653163) 2014 KZ37
- (653164) 2014 KV38
- (653165) 2014 KU39
- (653166) 2014 KD40
- (653167) 2014 KO40
- (653168) 2014 KG42
- (653169) 2014 KY45
- (653170) 2014 KK46
- (653171) 2014 KE47
- (653172) 2014 KY47
- (653173) 2014 KF52
- (653174) 2014 KD55
- (653175) 2014 KV56
- (653176) 2014 KY60
- (653177) 2014 KB62
- (653178) 2014 KP62
- (653179) 2014 KW62
- (653180) 2014 KF65
- (653181) 2014 KM67
- (653182) 2014 KO69
- (653183) 2014 KL71
- (653184) 2014 KD76
- (653185) 2014 KH78
- (653186) 2014 KB83
- (653187) 2014 KE84
- (653188) 2014 KH85
- (653189) 2014 KY92
- (653190) 2014 KV94
- (653191) 2014 KW95
- (653192) 2014 KY96
- (653193) 2014 KR98
- (653194) 2014 KU99
- (653195) 2014 KL110
- (653196) 2014 KZ112
- (653197) 2014 KG115
- (653198) 2014 KZ115
- (653199) 2014 KM117
- (653200) 2014 KM124
- (653201) 2014 KR125
- (653202) 2014 KR128
- (653203) 2014 KD132
- (653204) 2014 KS136
- (653205) 2014 KN138
- (653206) 2014 KO138
- (653207) 2014 KS139
- (653208) 2014 KN140
- (653209) 2014 KO140
- (653210) 2014 KE143
- (653211) 2014 KZ145
- (653212) 2014 LO
- (653213) 2014 LC1
- (653214) 2014 LD6
- (653215) 2014 LD12
- (653216) 2014 LH16
- (653217) 2014 LX19
- (653218) 2014 LP20
- (653219) 2014 LL21
- (653220) 2014 LQ21
- (653221) 2014 LV23
- (653222) 2014 LW24
- (653223) 2014 LE26
- (653224) 2014 LZ27
- (653225) 2014 LB28
- (653226) 2014 LB32
- (653227) 2014 LK34
- (653228) 2014 LS35
- (653229) 2014 LW36
- (653230) 2014 LH37
- (653231) 2014 MZ
- (653232) 2014 MD1
- (653233) 2014 MO7
- (653234) 2014 MY9
- (653235) 2014 ML12
- (653236) 2014 MT13
- (653237) 2014 MK14
- (653238) 2014 ML16
- (653239) 2014 MP16
- (653240) 2014 MA17
- (653241) 2014 MS17
- (653242) 2014 MS20
- (653243) 2014 ML23
- (653244) 2014 MD24
- (653245) 2014 MB35
- (653246) 2014 MU44
- (653247) 2014 MP45
- (653248) 2014 MH47
- (653249) 2014 MD49
- (653250) 2014 MK54
- (653251) 2014 MR56
- (653252) 2014 MC57
- (653253) 2014 ME62
- (653254) 2014 MP62
- (653255) 2014 MF66
- (653256) 2014 ME67
- (653257) 2014 MY70
- (653258) 2014 MD72
- (653259) 2014 MF72
- (653260) 2014 MO72
- (653261) 2014 MW72
- (653262) 2014 MQ74
- (653263) 2014 ML75
- (653264) 2014 ME76
- (653265) 2014 MV76
- (653266) 2014 MT78
- (653267) 2014 MH88
- (653268) 2014 MH89
- (653269) 2014 MA99
- (653270) 2014 NL1
- (653271) 2014 NN3
- (653272) 2014 NS5
- (653273) 2014 NT6
- (653274) 2014 NT9
- (653275) 2014 NK10
- (653276) 2014 NS11
- (653277) 2014 NA14
- (653278) 2014 NJ21
- (653279) 2014 NF22
- (653280) 2014 NP23
- (653281) 2014 NH31
- (653282) 2014 NW36
- (653283) 2014 NM46
- (653284) 2014 NT46
- (653285) 2014 NV46
- (653286) 2014 NY46
- (653287) 2014 NY52
- (653288) 2014 NN53
- (653289) 2014 NR53
- (653290) 2014 NS53
- (653291) 2014 NL59
- (653292) 2014 NO59
- (653293) 2014 ND65
- (653294) 2014 NS68
- (653295) 2014 NL70
- (653296) 2014 NH72
- (653297) 2014 NG73
- (653298) 2014 NJ73
- (653299) 2014 NW87
- (653300) 2014 NG89
- (653301) 2014 NR91
- (653302) 2014 ON
- (653303) 2014 OB2
- (653304) 2014 OS3
- (653305) 2014 OO4
- (653306) 2014 OL11
- (653307) 2014 OM21
- (653308) 2014 OW27
- (653309) 2014 OY28
- (653310) 2014 OJ29
- (653311) 2014 OX31
- (653312) 2014 OW32
- (653313) 2014 OA35
- (653314) 2014 OD36
- (653315) 2014 OR38
- (653316) 2014 OT44
- (653317) 2014 OG47
- (653318) 2014 OF65
- (653319) 2014 OL67
- (653320) 2014 OD69
- (653321) 2014 OY72
- (653322) 2014 OV75
- (653323) 2014 OD76
- (653324) 2014 OZ77
- (653325) 2014 OE79
- (653326) 2014 OS81
- (653327) 2014 OJ86
- (653328) 2014 ON91
- (653329) 2014 OA92
- (653330) 2014 OQ92
- (653331) 2014 OR97
- (653332) 2014 OX97
- (653333) 2014 OS99
- (653334) 2014 OZ105
- (653335) 2014 OG109
- (653336) 2014 OD111
- (653337) 2014 OU117
- (653338) 2014 OR121
- (653339) 2014 OG124
- (653340) 2014 OR126
- (653341) 2014 OT127
- (653342) 2014 OE131
- (653343) 2014 OL133
- (653344) 2014 OR135
- (653345) 2014 OG138
- (653346) 2014 OQ145
- (653347) 2014 OT145
- (653348) 2014 OP151
- (653349) 2014 OJ154
- (653350) 2014 OY155
- (653351) 2014 OT159
- (653352) 2014 OJ161
- (653353) 2014 OH168
- (653354) 2014 OU169
- (653355) 2014 OY170
- (653356) 2014 OT176
- (653357) 2014 ON181
- (653358) 2014 OF186
- (653359) 2014 OR187
- (653360) 2014 OJ190
- (653361) 2014 OB191
- (653362) 2014 OS195
- (653363) 2014 OY205
- (653364) 2014 OM211
- (653365) 2014 OX212
- (653366) 2014 OA222
- (653367) 2014 OV227
- (653368) 2014 OK229
- (653369) 2014 OH230
- (653370) 2014 OL231
- (653371) 2014 OW232
- (653372) 2014 OY232
- (653373) 2014 OH241
- (653374) 2014 OK242
- (653375) 2014 OE247
- (653376) 2014 OD262
- (653377) 2014 OV263
- (653378) 2014 OT279
- (653379) 2014 OU282
- (653380) 2014 OS286
- (653381) 2014 OX287
- (653382) 2014 OB289
- (653383) 2014 OC289
- (653384) 2014 OC292
- (653385) 2014 OF294
- (653386) 2014 OM294
- (653387) 2014 OE300
- (653388) 2014 OL300
- (653389) 2014 OJ303
- (653390) 2014 OR317
- (653391) 2014 OH320
- (653392) 2014 OH321
- (653393) 2014 OE324
- (653394) 2014 OZ324
- (653395) 2014 OP333
- (653396) 2014 OP337
- (653397) 2014 OB338
- (653398) 2014 OZ340
- (653399) 2014 OY342
- (653400) 2014 OS344
- (653401) 2014 OZ344
- (653402) 2014 OO348
- (653403) 2014 OA358
- (653404) 2014 OG360
- (653405) 2014 ON371
- (653406) 2014 OM372
- (653407) 2014 OL374
- (653408) 2014 OZ377
- (653409) 2014 OK387
- (653410) 2014 OX387
- (653411) 2014 OC388
- (653412) 2014 OK388
- (653413) 2014 OV390
- (653414) 2014 OK393
- (653415) 2014 OR398
- (653416) 2014 OL399
- (653417) 2014 OP400
- (653418) 2014 OR400
- (653419) 2014 OT400
- (653420) 2014 ON401
- (653421) 2014 OP401
- (653422) 2014 OS412
- (653423) 2014 OY413
- (653424) 2014 OL414
- (653425) 2014 OO414
- (653426) 2014 OC416
- (653427) 2014 OZ431
- (653428) 2014 OZ436
- (653429) 2014 OP447
- (653430) 2014 PJ5
- (653431) 2014 PB7
- (653432) 2014 PZ14
- (653433) 2014 PT23
- (653434) 2014 PA25
- (653435) 2014 PE27
- (653436) 2014 PA28
- (653437) 2014 PX28
- (653438) 2014 PU29
- (653439) 2014 PQ33
- (653440) 2014 PJ36
- (653441) 2014 PP36
- (653442) 2014 PE40
- (653443) 2014 PQ40
- (653444) 2014 PK43
- (653445) 2014 PX43
- (653446) 2014 PY47
- (653447) 2014 PM49
- (653448) 2014 PK52
- (653449) 2014 PH55
- (653450) 2014 PD56
- (653451) 2014 PX68
- (653452) 2014 PE70
- (653453) 2014 PM70
- (653454) 2014 PJ73
- (653455) 2014 PS74
- (653456) 2014 PL76
- (653457) 2014 PZ76
- (653458) 2014 PV77
- (653459) 2014 PB80
- (653460) 2014 QD
- (653461) 2014 QW
- (653462) 2014 QS1
- (653463) 2014 QN4
- (653464) 2014 QW9
- (653465) 2014 QT12
- (653466) 2014 QE13
- (653467) 2014 QS14
- (653468) 2014 QA19
- (653469) 2014 QZ20
- (653470) 2014 QB21
- (653471) 2014 QF21
- (653472) 2014 QY23
- (653473) 2014 QF24
- (653474) 2014 QF27
- (653475) 2014 QU40
- (653476) 2014 QE41
- (653477) 2014 QF43
- (653478) 2014 QP47
- (653479) 2014 QA49
- (653480) 2014 QZ52
- (653481) 2014 QB62
- (653482) 2014 QX62
- (653483) 2014 QO63
- (653484) 2014 QN77
- (653485) 2014 QE80
- (653486) 2014 QG84
- (653487) 2014 QA100
- (653488) 2014 QK111
- (653489) 2014 QG112
- (653490) 2014 QP114
- (653491) 2014 QL117
- (653492) 2014 QN123
- (653493) 2014 QB125
- (653494) 2014 QB126
- (653495) 2014 QH127
- (653496) 2014 QQ130
- (653497) 2014 QX133
- (653498) 2014 QU139
- (653499) 2014 QG140
- (653500) 2014 QS150
- (653501) 2014 QL152
- (653502) 2014 QC158
- (653503) 2014 QY161
- (653504) 2014 QS162
- (653505) 2014 QT162
- (653506) 2014 QN164
- (653507) 2014 QD165
- (653508) 2014 QS166
- (653509) 2014 QB167
- (653510) 2014 QZ167
- (653511) 2014 QU171
- (653512) 2014 QQ172
- (653513) 2014 QK202
- (653514) 2014 QC205
- (653515) 2014 QV206
- (653516) 2014 QF216
- (653517) 2014 QZ222
- (653518) 2014 QU225
- (653519) 2014 QK227
- (653520) 2014 QH230
- (653521) 2014 QX233
- (653522) 2014 QB246
- (653523) 2014 QH247
- (653524) 2014 QB253
- (653525) 2014 QD264
- (653526) 2014 QA270
- (653527) 2014 QV271
- (653528) 2014 QY274
- (653529) 2014 QP275
- (653530) 2014 QQ279
- (653531) 2014 QT281
- (653532) 2014 QJ282
- (653533) 2014 QX282
- (653534) 2014 QD288
- (653535) 2014 QS293
- (653536) 2014 QY297
- (653537) 2014 QF304
- (653538) 2014 QM307
- (653539) 2014 QK308
- (653540) 2014 QX310
- (653541) 2014 QW316
- (653542) 2014 QG318
- (653543) 2014 QS321
- (653544) 2014 QN325
- (653545) 2014 QR326
- (653546) 2014 QC328
- (653547) 2014 QW335
- (653548) 2014 QZ335
- (653549) 2014 QE339
- (653550) 2014 QC342
- (653551) 2014 QV344
- (653552) 2014 QR345
- (653553) 2014 QA346
- (653554) 2014 QC347
- (653555) 2014 QL350
- (653556) 2014 QT352
- (653557) 2014 QM356
- (653558) 2014 QA357
- (653559) 2014 QJ358
- (653560) 2014 QT358
- (653561) 2014 QA365
- (653562) 2014 QC365
- (653563) 2014 QX367
- (653564) Genersich
- (653565) 2014 QQ370
- (653566) 2014 QW378
- (653567) 2014 QT381
- (653568) 2014 QY382
- (653569) 2014 QH385
- (653570) 2014 QG386
- (653571) 2014 QV388
- (653572) 2014 QA391
- (653573) 2014 QD393
- (653574) 2014 QO393
- (653575) 2014 QK399
- (653576) 2014 QT401
- (653577) 2014 QE403
- (653578) 2014 QY405
- (653579) 2014 QS406
- (653580) 2014 QO408
- (653581) 2014 QA412
- (653582) 2014 QX414
- (653583) 2014 QW415
- (653584) 2014 QF416
- (653585) 2014 QG427
- (653586) 2014 QF431
- (653587) 2014 QY431
- (653588) 2014 QS434
- (653589) 2014 QW441
- (653590) 2014 QH442
- (653591) 2014 QZ442
- (653592) 2014 QE447
- (653593) 2014 QM447
- (653594) 2014 QO447
- (653595) 2014 QS447
- (653596) 2014 QU447
- (653597) 2014 QR448
- (653598) 2014 QW451
- (653599) 2014 QH452
- (653600) 2014 QK456
- (653601) 2014 QB457
- (653602) 2014 QA458
- (653603) 2014 QD461
- (653604) 2014 QK461
- (653605) 2014 QV462
- (653606) 2014 QP470
- (653607) 2014 QE471
- (653608) 2014 QL471
- (653609) 2014 QF472
- (653610) 2014 QH473
- (653611) 2014 QS473
- (653612) 2014 QT473
- (653613) 2014 QJ476
- (653614) 2014 QW476
- (653615) 2014 QV478
- (653616) 2014 QO482
- (653617) 2014 QM483
- (653618) 2014 QE485
- (653619) 2014 QC495
- (653620) 2014 QQ495
- (653621) 2014 QO496
- (653622) 2014 QD519
- (653623) 2014 QA520
- (653624) 2014 QV527
- (653625) 2014 QL547
- (653626) 2014 QY547
- (653627) 2014 QZ547
- (653628) 2014 QJ548
- (653629) 2014 QS566
- (653630) 2014 QH574
- (653631) 2014 QE578
- (653632) 2014 RH
- (653633) 2014 RZ
- (653634) 2014 RB1
- (653635) 2014 RE6
- (653636) 2014 RF8
- (653637) 2014 RM12
- (653638) 2014 RP20
- (653639) 2014 RU22
- (653640) 2014 RV22
- (653641) 2014 RF25
- (653642) 2014 RQ31
- (653643) 2014 RQ32
- (653644) 2014 RK33
- (653645) 2014 RD36
- (653646) 2014 RL38
- (653647) 2014 RL39
- (653648) 2014 RL40
- (653649) 2014 RD41
- (653650) 2014 RG41
- (653651) 2014 RD43
- (653652) 2014 RF46
- (653653) 2014 RL50
- (653654) 2014 RT58
- (653655) 2014 RH63
- (653656) 2014 RX64
- (653657) 2014 RJ65
- (653658) 2014 RV66
- (653659) 2014 RM71
- (653660) 2014 RY76
- (653661) 2014 RE82
- (653662) 2014 RP84
- (653663) 2014 SY3
- (653664) 2014 SO4
- (653665) 2014 SH8
- (653666) 2014 SE15
- (653667) Dănuționescu
- (653668) 2014 SB16
- (653669) 2014 SA20
- (653670) 2014 SD42
- (653671) 2014 SZ69
- (653672) 2014 ST76
- (653673) 2014 SL86
- (653674) 2014 SG87
- (653675) 2014 SP93
- (653676) 2014 SC101
- (653677) 2014 ST104
- (653678) 2014 SA114
- (653679) 2014 SF114
- (653680) 2014 SE116
- (653681) 2014 SQ117
- (653682) 2014 SC120
- (653683) 2014 SS122
- (653684) 2014 SF127
- (653685) 2014 SC129
- (653686) 2014 SC135
- (653687) 2014 SO137
- (653688) 2014 SQ140
- (653689) 2014 SZ147
- (653690) 2014 SF150
- (653691) 2014 SV152
- (653692) 2014 SF157
- (653693) 2014 SM157
- (653694) 2014 SB158
- (653695) 2014 ST159
- (653696) 2014 SS163
- (653697) 2014 SE170
- (653698) 2014 SR170
- (653699) 2014 SR181
- (653700) 2014 SH183
- (653701) 2014 SA188
- (653702) 2014 ST190
- (653703) 2014 SP191
- (653704) 2014 SK193
- (653705) 2014 SN200
- (653706) 2014 SP202
- (653707) 2014 SJ203
- (653708) 2014 SK204
- (653709) 2014 SR208
- (653710) 2014 SA212
- (653711) 2014 SZ213
- (653712) 2014 SV216
- (653713) 2014 SJ219
- (653714) 2014 SO222
- (653715) 2014 SX223
- (653716) 2014 SR229
- (653717) 2014 SZ230
- (653718) 2014 SH236
- (653719) 2014 SN239
- (653720) 2014 SJ241
- (653721) 2014 SK244
- (653722) 2014 SZ245
- (653723) 2014 SK253
- (653724) 2014 SU253
- (653725) 2014 SK254
- (653726) 2014 SE262
- (653727) 2014 SB266
- (653728) 2014 SE270
- (653729) 2014 SF277
- (653730) 2014 SO282
- (653731) 2014 SB286
- (653732) 2014 SO286
- (653733) 2014 SW290
- (653734) 2014 SR292
- (653735) 2014 SN306
- (653736) 2014 SX311
- (653737) 2014 SU314
- (653738) 2014 SF317
- (653739) 2014 SR317
- (653740) 2014 SP327
- (653741) 2014 SQ328
- (653742) 2014 SL329
- (653743) 2014 SX330
- (653744) 2014 SS343
- (653745) 2014 SQ352
- (653746) 2014 SW352
- (653747) 2014 SY352
- (653748) 2014 SX353
- (653749) 2014 SC357
- (653750) 2014 SB358
- (653751) 2014 SP358
- (653752) 2014 SD360
- (653753) 2014 SR360
- (653754) 2014 SL380
- (653755) 2014 SW393
- (653756) 2014 SF405
- (653757) 2014 SJ405
- (653758) 2014 TU2
- (653759) 2014 TE5
- (653760) 2014 TX9
- (653761) 2014 TY13
- (653762) 2014 TL16
- (653763) 2014 TO18
- (653764) 2014 TG19
- (653765) 2014 TD21
- (653766) 2014 TR22
- (653767) 2014 TL23
- (653768) 2014 TQ23
- (653769) 2014 TB27
- (653770) 2014 TR31
- (653771) 2014 TO34
- (653772) 2014 TC37
- (653773) 2014 TF38
- (653774) 2014 TQ39
- (653775) 2014 TP40
- (653776) 2014 TM44
- (653777) 2014 TY47
- (653778) 2014 TT49
- (653779) 2014 TZ49
- (653780) 2014 TB52
- (653781) 2014 TF54
- (653782) 2014 TN60
- (653783) 2014 TM61
- (653784) 2014 TQ61
- (653785) 2014 TU61
- (653786) 2014 TZ61
- (653787) 2014 TK62
- (653788) 2014 TK65
- (653789) 2014 TB68
- (653790) 2014 TS74
- (653791) 2014 TF79
- (653792) 2014 TK85
- (653793) 2014 TM85
- (653794) 2014 TG87
- (653795) 2014 TY87
- (653796) 2014 TH88
- (653797) 2014 TL91
- (653798) 2014 TO94
- (653799) 2014 TT94
- (653800) 2014 TE100
- (653801) 2014 TZ100
- (653802) 2014 TG103
- (653803) 2014 TW103
- (653804) 2014 TV105
- (653805) 2014 TJ111
- (653806) 2014 TH119
- (653807) 2014 UK
- (653808) 2014 UN3
- (653809) 2014 UR3
- (653810) 2014 UT10
- (653811) 2014 UF12
- (653812) 2014 UF17
- (653813) 2014 UE20
- (653814) 2014 UD21
- (653815) 2014 UE27
- (653816) 2014 UY30
- (653817) 2014 UQ38
- (653818) 2014 UL40
- (653819) 2014 UJ47
- (653820) 2014 UW47
- (653821) 2014 UR49
- (653822) 2014 UT50
- (653823) 2014 UG52
- (653824) 2014 UF58
- (653825) 2014 UB62
- (653826) 2014 UM63
- (653827) 2014 UU64
- (653828) 2014 UJ68
- (653829) 2014 UC70
- (653830) 2014 UK76
- (653831) 2014 UE82
- (653832) 2014 UH83
- (653833) 2014 UX83
- (653834) 2014 UM89
- (653835) 2014 UB91
- (653836) 2014 UJ92
- (653837) 2014 UW93
- (653838) 2014 UM94
- (653839) 2014 UB95
- (653840) 2014 UH100
- (653841) 2014 UM101
- (653842) 2014 UH110
- (653843) 2014 UC111
- (653844) 2014 UU113
- (653845) 2014 UK120
- (653846) 2014 UV120
- (653847) 2014 UV124
- (653848) 2014 UW125
- (653849) 2014 UD126
- (653850) 2014 UJ127
- (653851) 2014 UM133
- (653852) 2014 UV136
- (653853) 2014 UU138
- (653854) 2014 US139
- (653855) 2014 UV140
- (653856) 2014 UU142
- (653857) 2014 UV143
- (653858) 2014 UW149
- (653859) 2014 UH150
- (653860) 2014 UL150
- (653861) 2014 UQ151
- (653862) 2014 UM153
- (653863) 2014 UF156
- (653864) 2014 UZ157
- (653865) 2014 UX158
- (653866) 2014 UO159
- (653867) 2014 UZ159
- (653868) 2014 UP162
- (653869) 2014 UC169
- (653870) 2014 UA174
- (653871) 2014 UD174
- (653872) 2014 UZ178
- (653873) 2014 UM180
- (653874) 2014 UD182
- (653875) 2014 UK183
- (653876) 2014 UG187
- (653877) 2014 UO188
- (653878) 2014 US188
- (653879) 2014 US189
- (653880) 2014 UL194
- (653881) 2014 UJ201
- (653882) 2014 UL207
- (653883) 2014 UZ210
- (653884) 2014 UQ214
- (653885) 2014 UN219
- (653886) 2014 UY222
- (653887) 2014 UT227
- (653888) 2014 UU227
- (653889) 2014 UQ231
- (653890) 2014 UK233
- (653891) 2014 US233
- (653892) 2014 UR234
- (653893) 2014 UQ235
- (653894) 2014 UP236
- (653895) 2014 UG237
- (653896) 2014 UR238
- (653897) 2014 UT238
- (653898) 2014 UE239
- (653899) 2014 US239
- (653900) 2014 UE247
- (653901) 2014 UP258
- (653902) 2014 UQ258
- (653903) 2014 UT273
- (653904) 2014 VV7
- (653905) 2014 VY8
- (653906) 2014 VW9
- (653907) 2014 VF16
- (653908) 2014 VN16
- (653909) 2014 VE17
- (653910) 2014 VP18
- (653911) 2014 VB20
- (653912) 2014 VD24
- (653913) 2014 VR27
- (653914) 2014 VE30
- (653915) 2014 VT35
- (653916) 2014 VO37
- (653917) 2014 VL38
- (653918) 2014 VZ41
- (653919) 2014 VX43
- (653920) 2014 WE
- (653921) 2014 WM1
- (653922) 2014 WL2
- (653923) 2014 WM9
- (653924) 2014 WK10
- (653925) 2014 WN13
- (653926) 2014 WR14
- (653927) 2014 WK18
- (653928) 2014 WG22
- (653929) 2014 WL22
- (653930) 2014 WO22
- (653931) 2014 WB23
- (653932) 2014 WL24
- (653933) 2014 WE26
- (653934) 2014 WH27
- (653935) 2014 WK28
- (653936) 2014 WL29
- (653937) 2014 WX34
- (653938) 2014 WW35
- (653939) 2014 WO37
- (653940) 2014 WF39
- (653941) 2014 WX42
- (653942) 2014 WR52
- (653943) 2014 WB55
- (653944) 2014 WM58
- (653945) 2014 WK60
- (653946) 2014 WA61
- (653947) 2014 WT61
- (653948) 2014 WE64
- (653949) 2014 WZ66
- (653950) 2014 WZ73
- (653951) 2014 WO81
- (653952) 2014 WW85
- (653953) 2014 WL89
- (653954) 2014 WC97
- (653955) 2014 WN97
- (653956) 2014 WL99
- (653957) 2014 WA101
- (653958) 2014 WL102
- (653959) 2014 WY103
- (653960) 2014 WF105
- (653961) 2014 WU105
- (653962) 2014 WD111
- (653963) 2014 WF113
- (653964) 2014 WL114
- (653965) 2014 WO114
- (653966) 2014 WY114
- (653967) 2014 WN116
- (653968) 2014 WT124
- (653969) 2014 WN127
- (653970) 2014 WL128
- (653971) 2014 WJ136
- (653972) 2014 WR137
- (653973) 2014 WX137
- (653974) 2014 WJ139
- (653975) 2014 WH146
- (653976) 2014 WK146
- (653977) 2014 WJ147
- (653978) 2014 WW156
- (653979) 2014 WJ160
- (653980) 2014 WT160
- (653981) 2014 WF162
- (653982) 2014 WV165
- (653983) 2014 WZ165
- (653984) 2014 WW168
- (653985) 2014 WU169
- (653986) 2014 WS171
- (653987) 2014 WU172
- (653988) 2014 WZ172
- (653989) 2014 WV179
- (653990) 2014 WW190
- (653991) 2014 WC196
- (653992) 2014 WH205
- (653993) 2014 WE209
- (653994) 2014 WM210
- (653995) 2014 WN213
- (653996) 2014 WQ215
- (653997) 2014 WV215
- (653998) 2014 WA219
- (653999) 2014 WG219
- (654000) 2014 WT219